# 古羌人
古羌人，又稱先羌、古羌，古稱羌、羌方、氐羌，古代部落，於商周時期居住在今中華人民共和國西北地区（今青海省、甘肅省一帶），曾經形成名為羌方等的國家組織，與商周政權間有合作與競爭關係，為藏族、彝族、漢族、羌族、黨項等民族的先祖之一。

## 歷史
在商朝甲骨文中，有羌、羌方等名稱，是與商朝存在對抗關係的部族名稱。也有向商朝朝貢的記錄。周人與姜姓古羌人有結盟關係，周武王牧野之戰時，羌人曾經參戰。

## 相關民族

### 藏族
原始藏族在汉文史籍中被称为發羌，亦即羌族的一支——藏人建立了吐蕃王朝，松贊干布（569年－650年）在位時盛極一時。

### 漢族
古羌人早期历史的其他记载，多来自于后世。詩經大雅中已提到羌人。东汉《说文解字》中称：“羌，西戎牧羊人也。”东汉《风俗通义》也说：“羌，本西戎卑贱者也，主牧羊。故‘羌’从羊、人，因以为号。”《山海经》记载：古羌人為炎帝神農氏的後裔，為姜姓之祖。據載，炎帝後裔有四支，属于古羌人的四个氏族部落。其中一支是烈山氏。一說大禹即是羌人，西汉司马迁《史记》中称：“禹兴于西羌”。漢魏時亦有“禹出西羌”的説法。中華人民共和國學者徐中舒也主張夏人源自羌人。
有学者认为，周人的姬姓氏族始祖姜嫄起源于姜姓氏族，而姜姓氏族与古羌人有关。以姜尚为酋长的姜姓氏族作为周人在西方的盟友，其部族普遍参加了周灭商的战争，在牧野之战中扮演了重要角色。西周时，渭水流域的姜姓氏族主要为西申国，周王经常娶姜姓女子为妻。周幽王统治期间因废申后激怒申侯，后者勾结犬戎攻入镐京杀死周幽王，终结了西周的统治。留在西方的姜姓氏族又被称为“姜姓之戎”或“姜戎氏”。
东周春秋时期，古羌人聚居於今甘肅、青海一带，有绵诸、绲、翟、豲、义渠、大荔、乌氏、朐衍等西戎部族。秦国积极向西扩张，与古羌人为主的西戎发生战争。秦穆公时，西戎八国臣服于秦。而晋国则招揽姜戎氏定居以对抗秦国，《春秋左氏传》中记载了姜戎首领戎子驹支与晋国贵族的对话，驹支所作的诗《青蝇》被收录于《诗经·小雅》中。战国时期，统治区内的古羌人逐渐与華夏秦人融合。

### 氐人
在东周时期的文献记载中多次出现了氐羌的记录并存在氐、羌两者連用的情况。随年代推移，逐渐出现了对氐人的单独记载。氐人定居于甘肃、四川的山区，主营农业和纺织业，与同时期羌人的风俗存在区别。学者普遍认为氐人起源于羌人。而羌族與氐族是否為同一民族至今未有定論。

### 羌族
戰國時代，在秦國的威脅下，羌人向西迁移到今天的青海、川西、新疆一带。《后汉书·西羌传》记载了奴隶无弋爰剑逃离秦国追杀，迁到湟水流域成为羌人领袖的事迹。
西漢時，羌族主体居住在今甘肅、青海一带，在新疆、西藏、四川亦有分布。甘肃青海一带的西羌，有先零羌、烧当羌、钟羌、勒姐羌、卑湳羌、当煎羌等众多部落。新疆东部有婼羌、阿钩羌等部族，西藏东部有发羌、唐牦，四川有牦牛羌、白马羌、参狼羌、青衣羌等诸多部落。
漢武帝時，河湟地區已有大量漢族移民與羌族雜居。永平元年（58年），以馬武為捕虜將軍，中郎將王豐為副將，率四萬大軍前去平定羌族，追擊到東、西邯（今青海化隆回族自治縣南），斬首四千六百級，俘一千六百人。
东汉后期，大部分羌族人口已纳入中原王朝的统治。但羌人時叛時降，反復不定。三國時羌族開始遷居中原，並進入河套地區。五胡十六国时期，羌人姚苌利用前秦淝水之战兵败后，关中空虚之际，于384年自称万年秦王。386年姚苌称帝于长安，建立了十六国中的后秦。

### 党項族
北宋時建立西夏的党項族亦被唐、宋時人認為是羌人的一支，稱之為党項羌。西夏滅亡後，党項人多被蒙古軍殺戮，一部分殘存者南遷，融入川西各族之中。有現代學者考證，現在的嘉絨藏族即保留了較多党項人的特點。

## 族屬考證
古羌族分支自原始漢藏族，可能屬於原始藏緬族中的一支，持這派見解的學者人數眾多。語言學家在復原原始漢藏語時，發現與羌語支最為接近，特別是羌語支中的嘉絨語保存了許多原始漢藏語的特徵。馬蒂索夫認為古羌人即為原始漢藏族，原始漢藏族最早起源在喜馬拉雅山區，沿河川向下遷徒並逐漸分化，最終分出原始漢族。在分化出原始漢族之後，逐漸又分化出藏族與羌族等。
汉学家白桂思推测上古汉语中“羌”的读音*klaŋ起源于吐火罗语klānk，推断古羌人可能起源於原始印欧人。蒲立本重构上古汉语词汇*klaŋ并与吐火罗语进行对比，认为“羌”可能有“战车兵”之意。岑仲勉考證，「羌」這個名稱起源自古突厥語。
許多主流學者支持古羌人源自原始漢藏族，即原始藏緬族中的一支，也學者有認為起源於原始印歐人等不同理論。
中華民國學者傅斯年認為商周時期的姜姓族群，即是羌人的一支。
王明珂認為在甲骨文記載中的羌人可能曾分布于今河南西部、山西南部、陕西东部一带，是殷商在西方的主要敌人。商人常與羌人作戰，有以羌人戰俘進行人牲祭祀和殉葬的習俗，或是將羌人作為奴隸。
中華人民共和國學者孙宏开指出，現在的羌族并不等同于古代的羌人，有必要加以区分以免引起不必要的误解。例如，西夏人是党项羌构建的一个地方割据政权，但他们是历史上的羌，不是现在羌族中的一支。把西夏文当作现在羌族的文字、把西夏人的历史当作羌族历史的一部分是大有问题的。又指出應在名称上区分历史上的“羌人”和现实生活中的“羌族”，即把历史上的各种“羌”称为“羌人”，把岷江上游30多万现实生活中的“羌”称为羌族，以免混淆。

## 外部連結
[在维基数据编辑]
 《欽定古今圖書集成·方輿彙編·邊裔典·羌部》，出自陈梦雷《古今圖書集成》